# 8391 Kring
8391 Kring è un asteroide della fascia principale. Scoperto il 20 aprile 1993 da Kitt Peak, presenta un'orbita caratterizzata da un semiasse maggiore pari a 3,1215832 UA e da un'eccentricità di 0,1114079, inclinata di 3,00949° rispetto all'eclittica.
Il nome è un omaggio al geologo David A. Kring, autore di studi sui meteoriti e sui crateri di impatto. Tra gli oggetti dei suoi studi c'è il cratere di Chicxulub.